# Pastor-holandês
Pastor-holandês[a][b] (em neerlandês: Hollandse Herdershond) é uma raça de cão oriunda da Holanda. Foi utilizado originalmente como cão de pastoreio de ovelhas, mas hoje é conhecido como um ótimo cão de guarda e cão policial.

## Características
Este cão é fisicamente um animal de porte médio, cuja proporção é harmônica e a estrutura equilibrada. Podendo chegar a medir os 62 cm na cernelha e pesar até 30 quilos, é considerado um canino musculoso, de expressão inteligente e sagaz;
Sua pelagem possui três variedades: curta, longa e dura; e sua coloração é tigrado com máscara preta. Possui orelhas eretas.
Seu temperamento é descrito como afetuoso e confiável. Apesar de ser um cão que exija exercícios, é visto como um bom cão de guarda, em vista de ser alerta e ter o seu treinamento classificado como fácil para donos inexperientes.

## Galeria

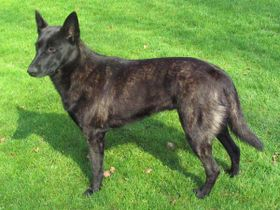
Cão pastor-holandês de pêlo curto
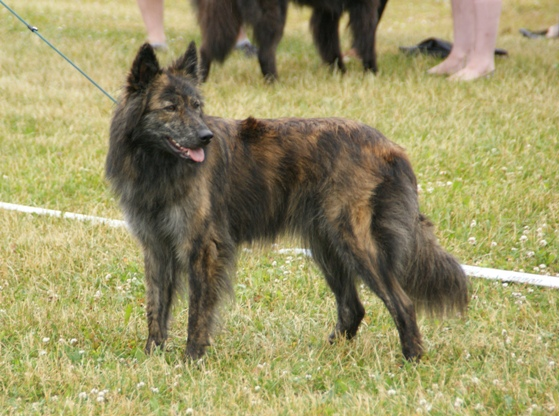
Cão pastor-holandês de pêlo longo
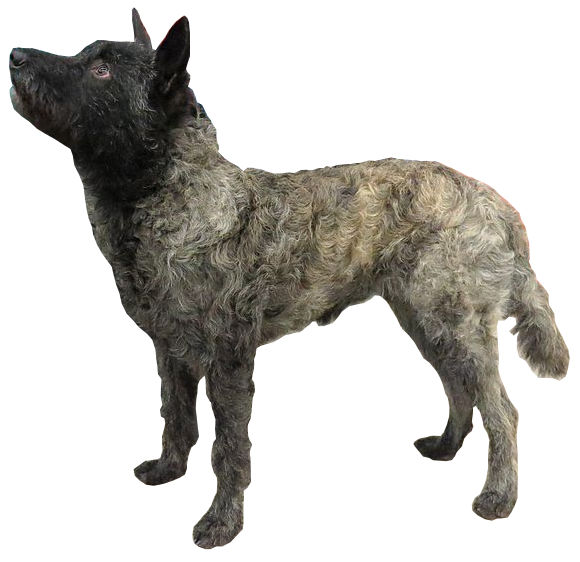
Cão pastor-holandês de pêlo duro